# Martinho Ndafa Kabi
Martinho Ndafa Kabi (Nhacra, 17 de septiembre de 1957) es un político de Guinea-Bisáu. Fue primer ministro de su país desde el 13 de abril de 2007 hasta el 5 de agosto de 2008.  Es uno de los líderes del Partido Africano para la Independencia de Guinea y Cabo Verde.

## Carrera
Ocupó diversos cargos internos en su partido hasta que fue nombrado ministro de Energía y Recursos Naturales en el gobierno de Carlos Gomes Júnior, desde mayo de 2004 hasta abril de 2005, cuando fue nombrado ministro de Defensa. Tras la destitución de Aristides Gomes, Kabi es nombrado primer ministro por el presidente João Bernardo Vieira con el apoyo de su partido, el PRS y el PUSD. Tomó posesión el 13 de abril, con un gobierno compuesto de 20 ministros. La composición del gobierno causó tensiones entre la coalición puesto que la gran mayoría de los puestos fueron para el PAIGC. La situación se solucionó el 18 de octubre al nombrar a Certorio Biote como ministro de Interior. En agosto de 2008 fue destituido por el presidente, que nombró un nuevo gobierno dirigido por Carlos Correia.
| Predecesor: Aristides Gomes | Primer ministro de la República de Guinea-Bisáu 2007 - 2008 | Sucesor: Carlos Correia |